# Eupelmidae
Eupelmidae zijn een familie van parasitaire wespen in de superfamilie bronswespen (Chalcidoidea). De groep is schijnbaar polyphyletisch, hoewel de verschillende onderfamilies elk monophyletisch kunnen zijn en in de nabije toekomst kunnen worden opgewaardeerd naar familiestatus. Momenteel zijn er 905 soorten in 45 geslachten beschreven en benoemd. De larves van de meeste zijn hoofdzakelijk parasitoïden en komen vooral voor op keverlarves, hoewel er ook andere gastheren worden aangevallen, waaronder spinnen. De details van de levensgeschiedenis kunnen variabel zijn (sommige soorten vallen bijvoorbeeld eieren aan en andere zijn hyperparasieten). Ze kunnen overal ter wereld in vrijwel alle habitats  worden gevonden.
Ze zijn vrij verschillend in uiterlijk, hoewel een groot aantal soorten relatief makkelijk is te onderscheiden van andere Chalcidoidea door het bezit van een mediaal concaaf mesonotum. Ze hebben ook de ongebruikelijke neiging om hun lichaam sterk naar boven te buigen wanneer ze sterven. Daardoor raken de kop en het achterlijf elkaar bijna boven de thorax.

## Geslachten
(Indicatie van aantallen soorten per geslacht tussen haakjes)
- Anastatus Motschulsky, 1859 (152)
- Arachnophaga Ashmead, 1896 (32)
- Archaeopelma Gibson, 1989 (1)
- Argaleostatus Gibson, 1995 (1)
- Aspidopleura Gibson, 2009 (1)
- Australoodera Girault, 1922 (4)
- Balcha Walker, 1862 (16)
- Brasema Cameron, 1884 (56)
- Brevivulva Gibson, 2009 (1)
- Calosota Curtis, 1836 (68)
- Calymmochilus Masi, 1919 (10)
- Cervicosus Gibson, 1995 (1)
- Coryptilus Gibson, 1995 (1)
- Ecnomocephala Gibson, 1995 (7)
- Enigmapelma Gibson, 1995 (1)
- Eopelma Gibson, 1989 (1)
- Eueupelmus Girault, 1931 (1)
- Eupelmus Dalman, 1820 (304)
- Eusandalum Ratzeburg, 1852 (57)
- Eutreptopelma Gibson, 1995 (1)
- Lambdobregma Gibson, 1989 (1)
- Lecaniobius Ashmead, 1896 (6)
- Licrooides Gibson, 1989 (1)
- Lutnes Cameron, 1884 (2)
- Macreupelmus Ashmead, 1896 (6)
- Merostenus Walker, 1837 (9)
- Mesocomys Cameron, 1905 (13)
- Metapelma Westwood, 1835 (38)
- Neanaperiallus Gibson, 2009 (1)

- Neanastatus Girault, 1913 (42)
- Omeganastatus Gibson, 1995 (1)
- Ooderella Ashmead, 1896 (1)
- Oozetetes De Santis, 1970 (7)
- Paraeusandalum Gibson, 1989 (1)
- Paranastatus Masi, 1917 (4)
- Pentacladia Westwood, 1835 (7)
- Phenaceupelmus Gibson, 1995 (1)
- Phlebopenes Perty, 1833 (14)
- Psomizopelma Gibson, 1995 (1)
- Reikosiella Yoshimoto, 1969 (24)
- Rhinoeupelmus Gibson, 1995 (1)
- Tanythorax Gibson, 1989 (1)
- Taphronotus Gibson, 1995 (1)
- Tineobius Ashmead, 1896 (27)
- Uropelma Sharkov, 1988 (1)
- Xenanastatus Boucek, 1988 (3)
- Zaischnopsis Ashmead, 1904 (38)

## In Nederland waargenomen soorten
- Genus: Anastatus
  - Anastatus bifasciatus
- Genus: Calosota
  - Calosota acron
  - Calosota aestivalis
  - Calosota vernalis
- Genus: Eupelmus
  - Eupelmus aloysii
  - Eupelmus annulatus
  - Eupelmus atropurpureus
  - Eupelmus fuscipennis
  - Eupelmus hartigi
  - Eupelmus linearis
  - Eupelmus microzonus
  - Eupelmus nubilipennis
  - Eupelmus phragmitis
  - Eupelmus pullus
  - Eupelmus urozonus
  - Eupelmus vesicularis
- Genus: Eusandalum
  - Eusandalum coronatum
- Genus: Merostenus
  - Merostenus excavatus